# Sherpa (asociación)
Sherpa es una asociación creada en 2001 por William Bourdon, abogado y exsecretario general de la Federación Internacional por los Derechos Humanos.

## Objetivos
Esta asociación compuesta de juristas internacionales, tiene como objetivo movilizar los saberes para encontrar los remedios a las prácticas de las multinacionales responsables de violación de derechos del hombre y del no respeto al medio ambiente en el marco de sus inversiones en el extranjero. 
Su propósito es concretar la noción de responsabilidad social corporativa.